# Sue Ann Downey

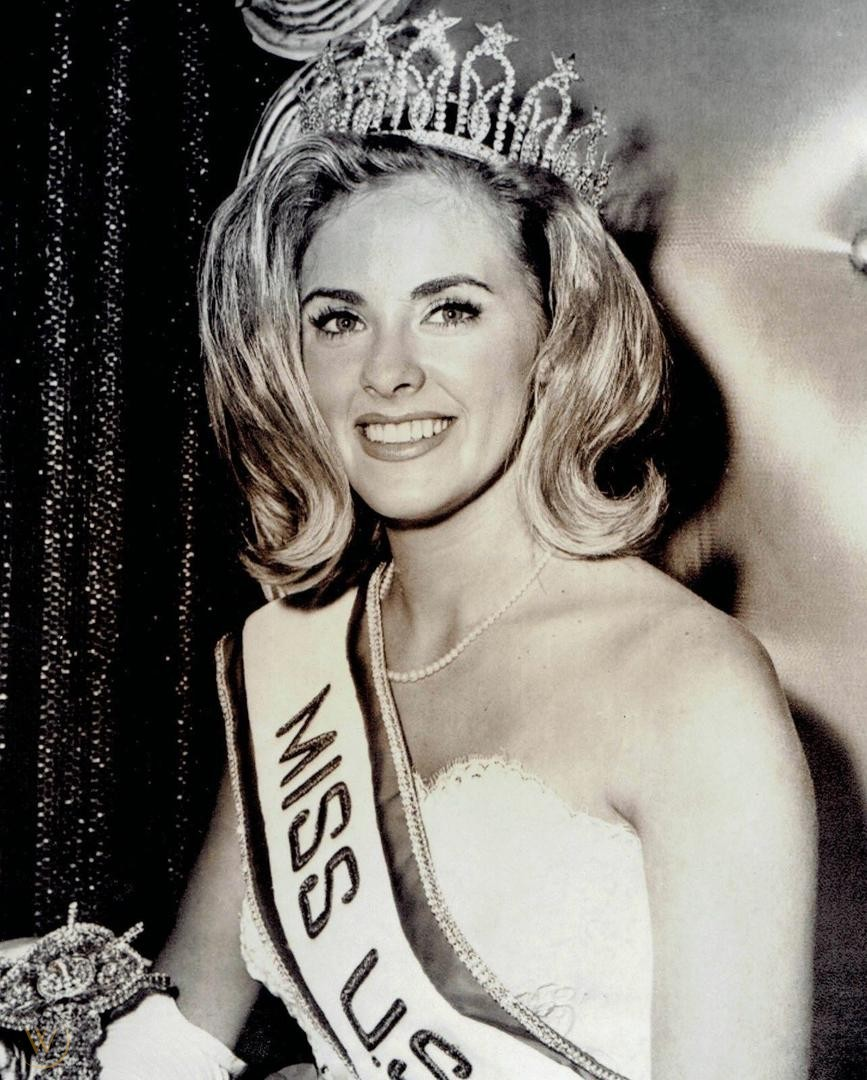
Downey dopo la vittoria di Miss USA 1965

Sue Ann Downey (Lima, 1945) è una modella statunitense, vincitrice del concorso Miss USA nel 1965.

## Biografia
Sue Ann Downey vinse il titolo di Miss Ohio, e successivamente quello di Miss USA 1965. Nello stesso anno partecipa a Miss Universo 1965 in rappresentanza degli Stati Uniti, dove si piazza alla terza posizione ed ottiene il titolo di Best National Costume award.